# Schistidium lineare
Schistidium lineare är en bladmossart som beskrevs av Limpricht. Schistidium lineare ingår i släktet blommossor, och familjen Grimmiaceae. Inga underarter finns listade i Catalogue of Life.